# Iris (gènere)
Iris és un gènere de plantes amb flor monocotiledònies de la família de les iridàcies (Iridaceae). El nom "iris" prové del grec per l'arc de Sant Martí. Algunes espècies del gènere Iris es coneixen amb el nom de lliri. Sovint "iris", el mateix nom del gènere, s'utilitza per a designar-ne moltes espècies. Hi ha espècies d'iris que tenen usos medicinals.

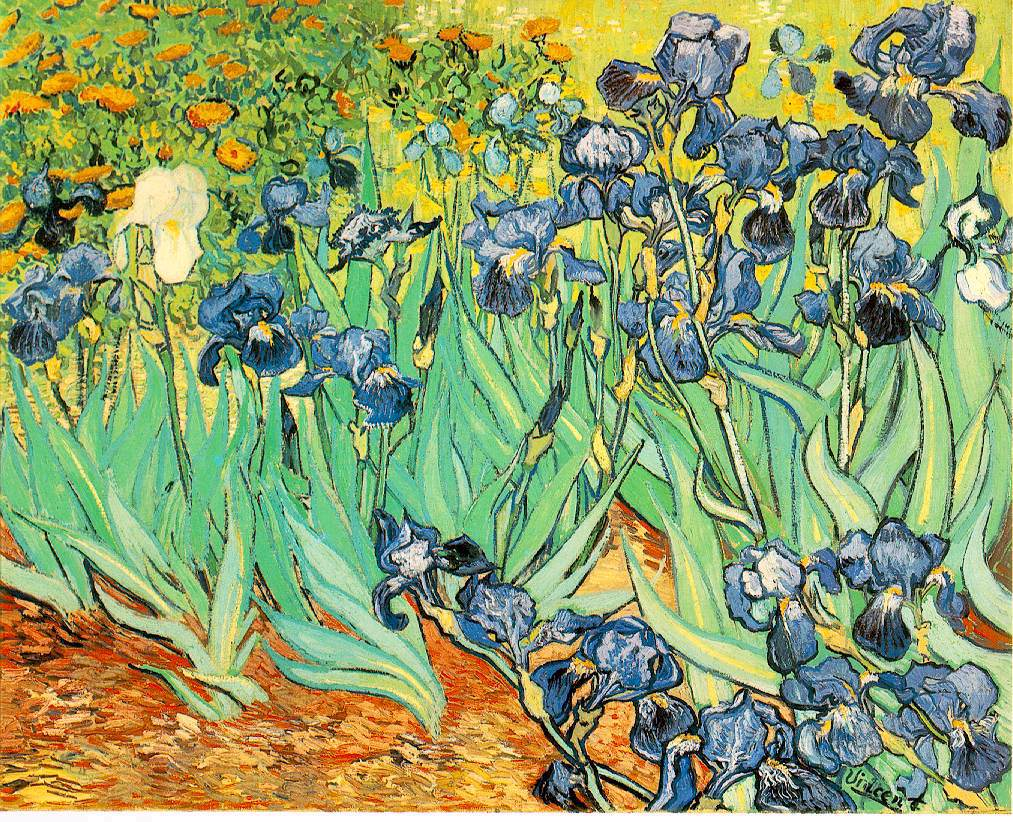
Iris (Van Gogh), 1889

El mes de maig de l'any 1889 Vincent van Gogh va ingressar a l'hospital psiquiàtric de Sant Romieg de Provença, on una de les seves obres va ser la pintura Iris (Paul Getty Museum, Los Angeles). Durant la seva estada allà, el jardí de la clínica es va convertir en un dels temes principals per a la seva pintura.

## Taxonomia
El gènere Iris té unes 300 espècies. Moltes són híbrids naturals. Les classificacions modernes han subdividit el gènere des que W. R. Dykes, en el seu llibre del 1913, el va dividir, qualificant les subdivisions com a "seccions". Les divisions que va fer Dykes bàsicament persisteixen, ans que ara s'anomenen "subgèneres".
En general les classificacions modernes en reconeixen sis subgèneres, dels quals cinc pertanyen a Euràsia. Limniris, el sisè subgènere, té una distribució holàrtica:
- Iris
- Limniris
- Nepalensis
- Scorpiris
- Xiphium
- Hermodactyloides

Els dos subgèneres més grans estan dividits en seccions.

## SubgènereIris
Secció Iris
- Iris albertii
- Iris albicans –
- Iris amoena DC. (= I. variegata?)
- Iris aphylla L. (inclou I. benacensis, I. nudicaulis)
- Iris attica (Boiss. i Heldr.) Hayek
- Iris × buriensis Lem.
- Iris croatica
- Iris cypriana Foster i Baker
- Iris flavescens Delile  (= I. variegata?) - Iris groc
- Iris furcata Bieb.
- Iris germanica L. – Lliri blau, lliri morat, grejol, garitjol blau o gínjol blau (inclou I. × barbata)
  - Iris × germanica nothovar. florentina Dykes - Lliri de Florència, flor de lis o lliri d'olor
- Iris glaucescens Bunge
- Iris glockiana O.Schwarz
- Iris illyrica (sovint anomenat I. pallida)
- Iris imbricata Lindl.
- Iris junonia Schott ex Kotschy
- Iris × lurida Aiton (I. pallida × I. variegata, inclou I. neglecta, I. squalens)
- Iris lutescens Lam. (inclou I. italica) - Lliri menut
- Iris marsica I.Ricci i Colas.
- Iris mesopotamica – Lliri de Mesopotàmia
- Iris orjenii –
- Iris pallida – Lliri de Dalmàcia
- Iris perrieri Simonet ex P.Fourn.
- Iris pseudopumila Tineo
- Iris pumila L.
- Iris purpureobractea B.Mathew i T.Baytop
- Iris reichenbachii Heuff.
- Iris sambucina L.
- Iris scariosa Willd. ex Link
- Iris schachtii Markgr.
- Iris suaveolens Boiss. i Reut. (inclou I. iliensis)
- Iris subbiflora Brot.
- Iris taochia Woronow ex Grossh.
- Iris timofejewii Woronow
- Iris variegata L. – Lliri d'Hongria

Secció Oncocyclus
- Iris acutiloba C.A.Mey. (inclou I. ewbankiana)
- Iris assadiana Chaudhary, Kirkw. i C.Weymolauth
- Iris atrofusca Bak.
- Iris atropurpurea Bak.
- Iris barnumae Bak. & Fost.
- Iris bismarckiana Reg. – Lliri de Nazaret
- Iris camillae Grossh.
- Iris gatesii Foster
- Iris haynei (Bak.) Mallet.
- Iris hermona Dinsmore – Lliri d'Hermon
- Iris iberica Hoffm.
- Iris kirkwoodi (inclou I. calcarea)
- Iris lortetii Barbey ex Boiss.
- Iris mariae Barbey.
- Iris meda Stapf
- Iris paradoxa Steven
- Iris petrana Dinsm.
- Iris polakii Stapf
- Iris sari Schott ex Bak.
- Iris sofarana Fost.
- Iris susiana L. – Lliri franciscà o lliri de cebeta

Secció Hexapogon
- Iris falcifolia Bunge
- Iris longiscapa Ledeb.

Secció Psammiris
- Iris bloudowii Ledeb.
- Iris humilis Georgi
- Iris kamelinii Alexeeva
- Iris mandschurica Maxim.
- Iris potaninii Maxim.
- Iris vorobievii N.S.Pavlova

Secció Pseudoregelia
- Iris goniocarpa Bak.
- Iris hookeriana Fost.
- Iris kamaonensis Wall.
- Iris sikkimensis Dykes - Lliri de Sikkim
- Iris tigrida Bunge ex Ledeb.

Secció Regelia
- Iris hoogiana Dykes
- Iris korolkowii Regel
- Iris stolonifera Maxim.

### SubgènereLimniris
Secció Limniris
- Iris acoroides Spach
- Iris bracteata – Siskiyou
- Iris brevicaulis Raf.
- Iris bulleyana Dykes
- Iris caespitosa Pall. & Link
- Iris chrysographes
- Iris chrysophylla
- Iris clarkei Bak.
- Iris crocea Jacquem. ex R.C.Foster (inclou I. aurea)
- Iris delavayi Micheli
- Iris demetrii Achv. i Mirzoeva
- Iris douglasiana
- Iris ensata Thunb. (inclou I. kaempferi)
- Iris fernaldii
- Iris foetidissima
- Iris forrestii Dykes
- Iris fulva Ker-Gawl.
- Iris giganticaerulea
- Iris graminea L.
- Iris grant-duffii Bak.
- Iris hartwegii
- Iris hexagona Walt.
- Iris hookeri Penny
- Iris innominata
- Iris kerneriana Asch. & Sint.
- Iris koreana Nakai
- Iris lactea Pall.
- Iris laevigata (Iris del Japó)
- Iris lazica Albov
- Iris loczyi Kanitz
- Iris longipetala Herb.
- Iris lorea Jank.
- Iris ludwigii Maxim.
- Iris maackii Maxim.
- Iris macrosiphon
- Iris missouriensis
- Iris monnieri DC.
- Iris munzii – Iris de Tulare
- Iris nelsonii Randolph
- Iris notha M.Bieb.
- Iris orientalis Mill.
- Iris pontica Zapal.
- Iris prismatica Pursh ex Ker-Gawl.
- Iris pseudacorus – Lliri groc, flor de lis
- Iris purdyi
- Iris × robusta E.Anders. (I. versicolor × I. virginica)
- Iris ruthenica Ker-Gawl.
- Iris × sancti-cyri Rouss.  (I. hookeri × I. versicolor)
- Iris sanguinea Hornem. ex Donn
- Iris setosa Pallas ex Link
- Iris sibirica – Lliri de Sibèria
- Iris sintenisii Janka
  - Iris sintenisii ssp. brandzae Prodan
- Iris songarica Schrenk
- Iris spuria
  - Iris spuria ssp. maritima –
- Iris tenax – Iris d'Oregon
- Iris tenuifolia Pall.
- Iris tenuissima Dykes
- Iris thompsonii R.C.Foster (abans I. innominata)
- Iris tridentata Pursh
- Iris unguicularis Poir. (inclou I. speciosa, I. stylosa)
- Iris uniflora Pall.
- Iris ventricosa Pall.
- Iris verna L.
- Iris versicolor – Iris arlequí
- Iris × vinicolor Small – Iris morat (I. fulva × I. giganticaerulea)
- Iris virginica L.
- Iris wilsonii C.H.Wright

Secció Lophiris
- Iris confusa
- Iris cristata
- Iris gracilipes A.Gray
- Iris japonica Thunb.
- Iris lacustris
- Iris milesii Foster
- Iris tectorum Maxim.
- Iris tenuis S.Wats.
- Iris wattii Baker ex Hook.f.

### SubgènereXiphium
Abans gènere Xiphion.
Secció Xiphium
- Iris boissieri Henriq
- Iris filifolia Boiss.
- Iris juncea Poir.
- Iris latifolia – Iris Anglès
- Iris serotina Willk. in Willk. & Lange
- Iris tingitana Boiss. & Reut. – Lliri del Marroc
- Iris xiphium – Lliri de cebeta, lliri de cabeceta, lliri lila, iris blau

### SubgènereNepalensis
Abans gènere Junopsis.
Secció Nepalensis
- Iris collettii Hook.
- Iris decora Wall.

### SubgènereScorpiris
Abans gènere Juno.
Secció Scorpiris
- Iris albomarginata R.C.Foster
- Iris aucheri (Baker) Sealy (inclou I. sindjarensis)
- Iris bucharica Foster
- Iris caucasica Hoffm. - Lliri del Caucas
- Iris cycloglossa Wendelbo
- Iris fosteriana Aitch. & Baker
- Iris graeberiana Tubergen ex Sealy
- Iris magnifica Vved.
- Iris narynensis O.Fedtsch.
- Iris nusairiensis Monterode
- Iris palaestina (Bak.) Boiss. - Lliri de Palestina
- Iris persica L. - Lliri de Pèrsia
- Iris planifolia (Mill.) Fiori i Paol.
- Iris pseudocaucasica Grossh.
- Iris regis-uzziae Feinbrun
- Iris rosenbachiana Reg.
- Iris vicaria Vved.

### SubgènereHermodactyloides
Abans gènere Iridodictyum.
Secció Hermodactyloides
- Iris bakeriana Foster
- Iris danfordiae (Baker) Boiss.
- Iris histrio Rchb.f.
- Iris histrioides (G.F.Wilson) S.Arn.
- Iris kolpakowskiana Regel
- Iris pamphylica Hedge - Lliri de Pamfília
- Iris reticulata Bieb.
- Iris vartanii Fost.
- Iris winogradowii Fomin

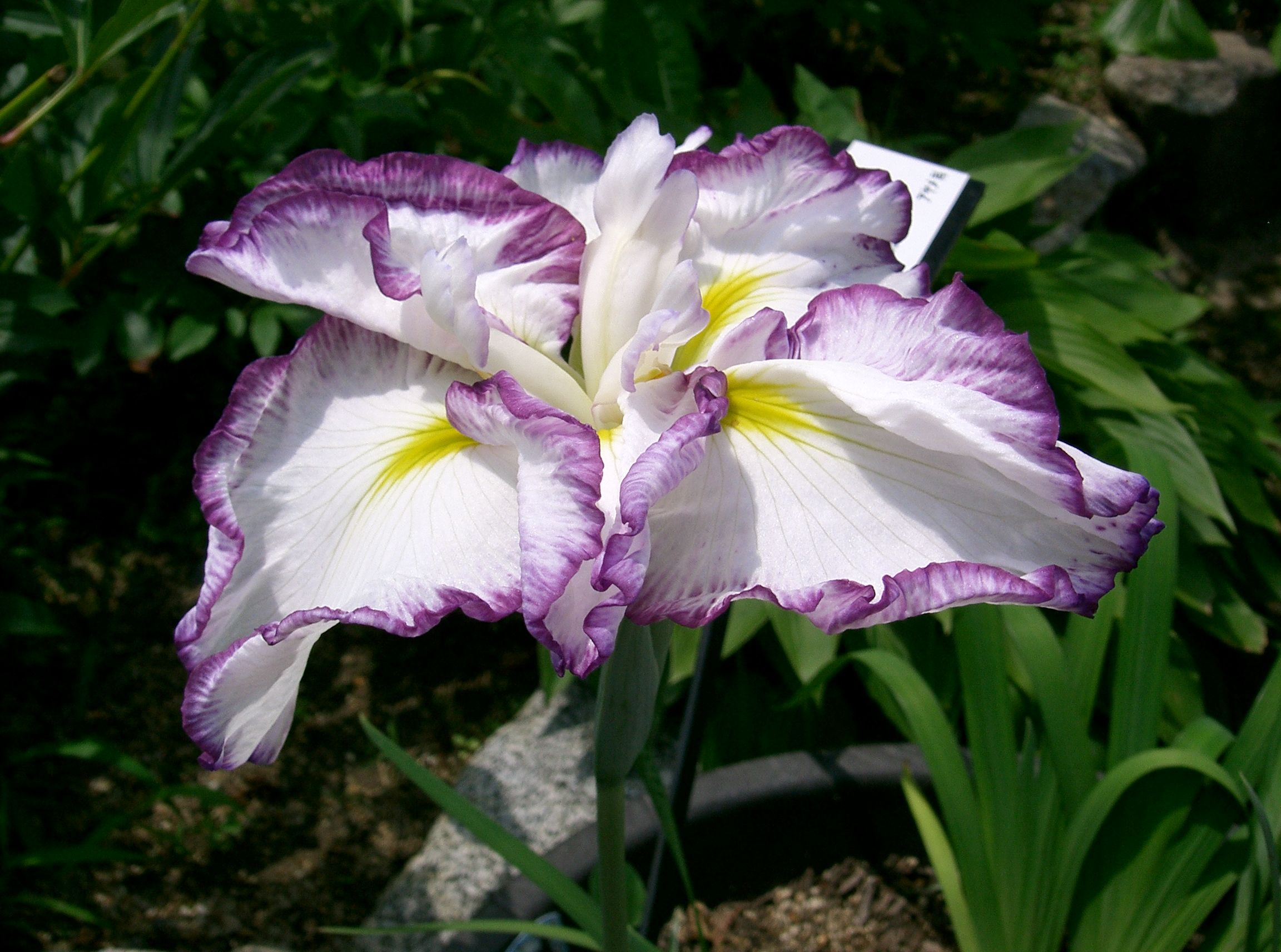
Iris del Japó hanashōbu (Iris ensata), cv. 'Kumoinogan'
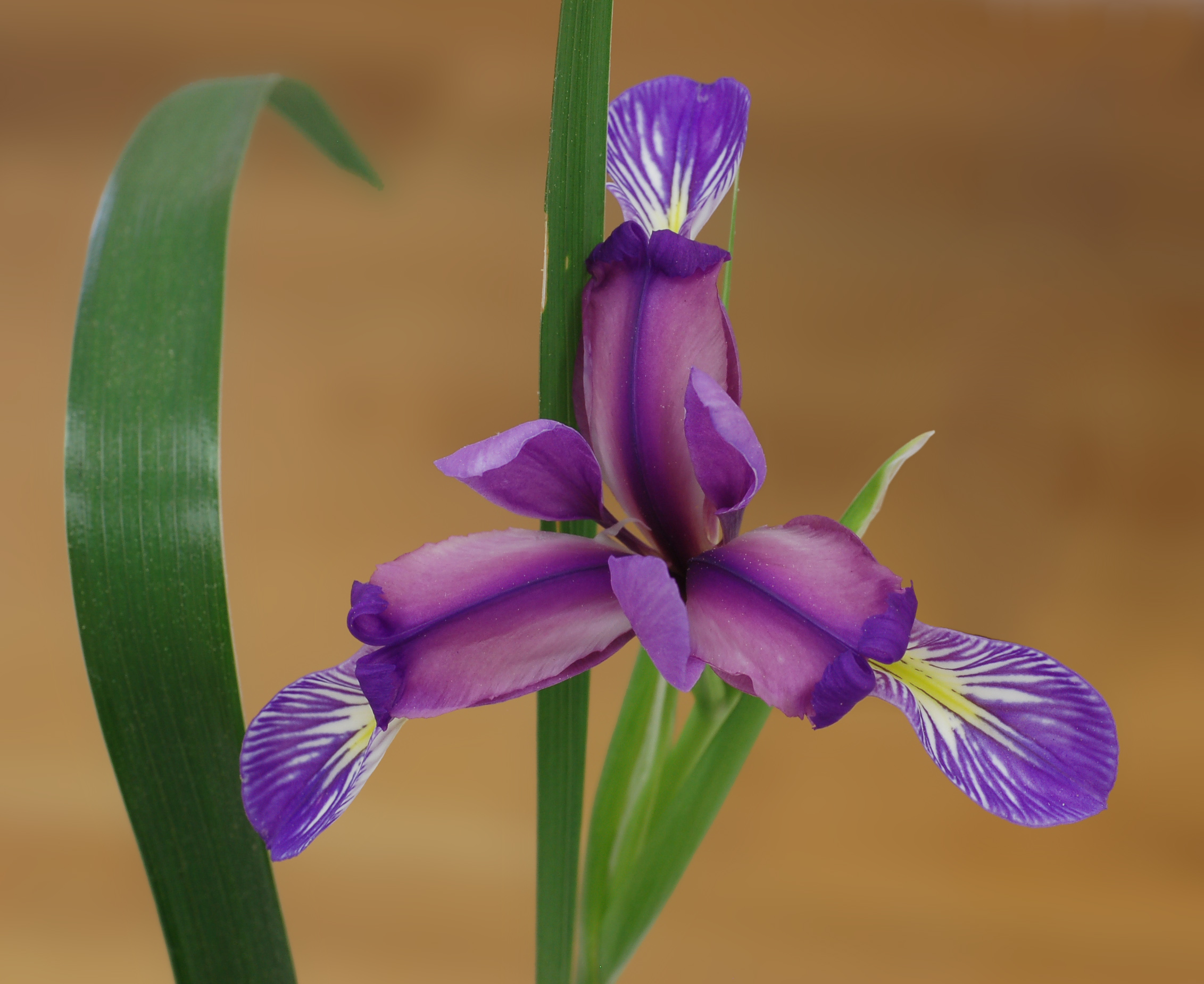
Iris graminea
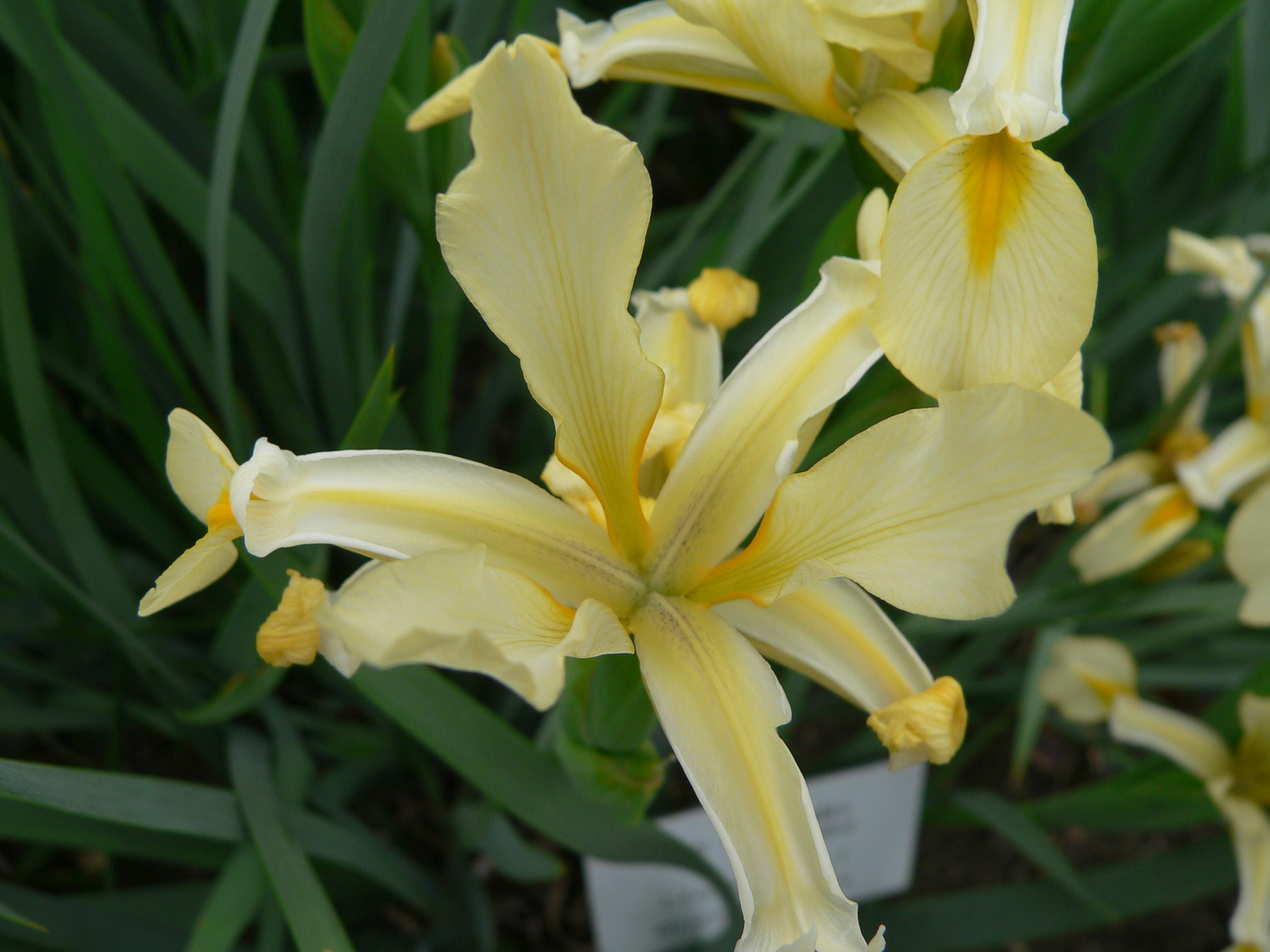
Iris oriental, Iris orientalis
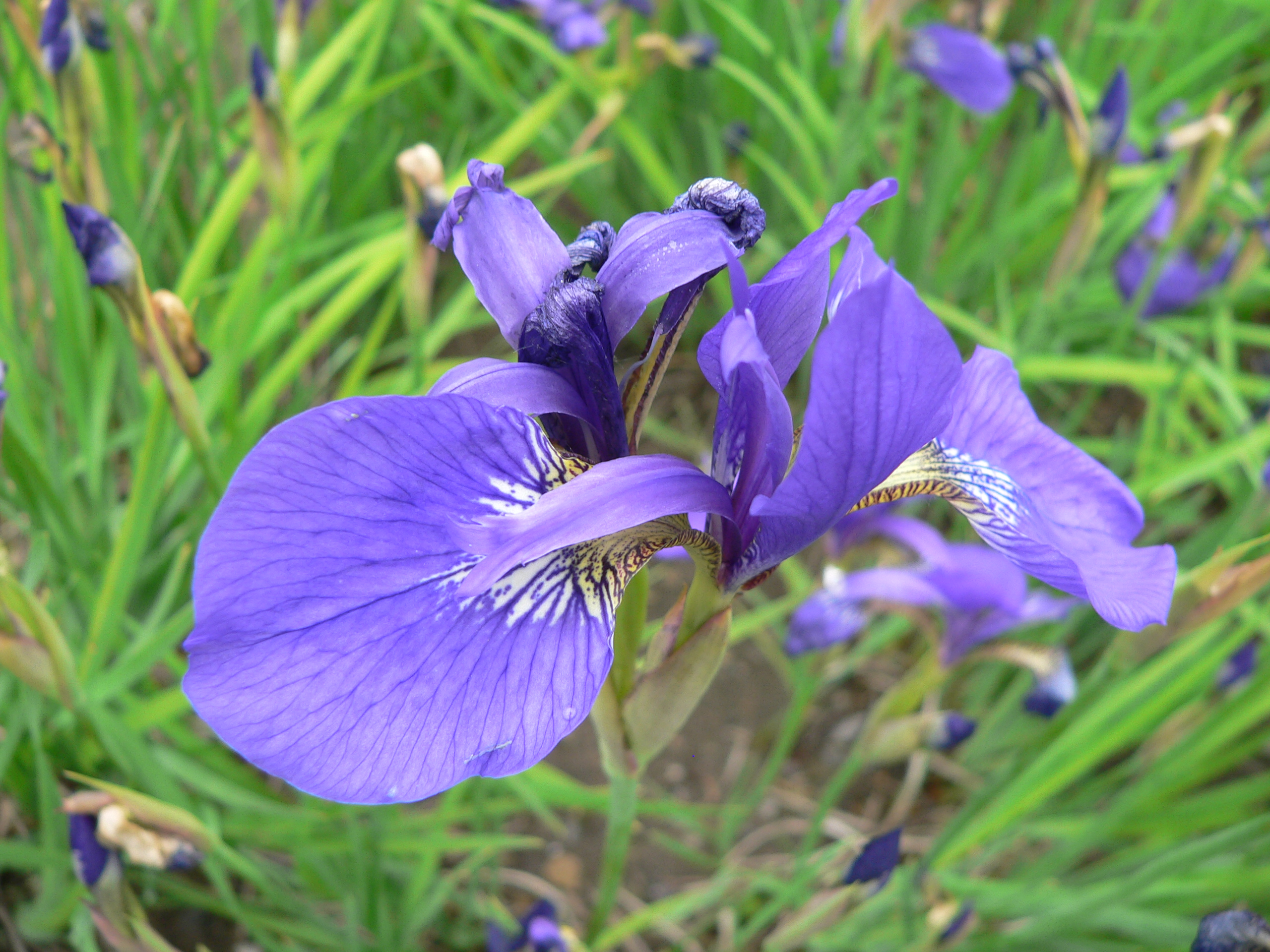
Iris del Japó Ayame (Iris sanguinea)
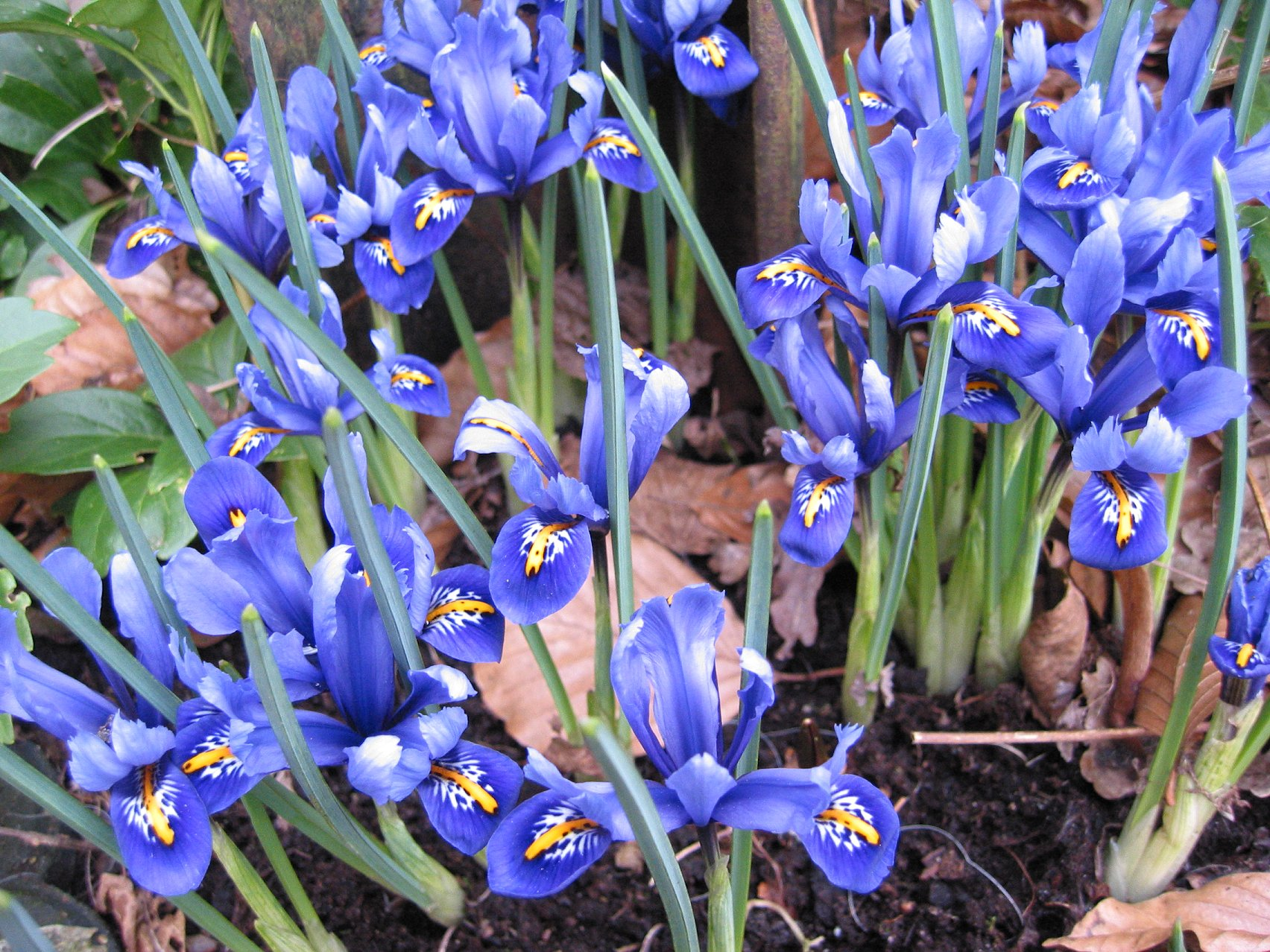
Iris reticulata
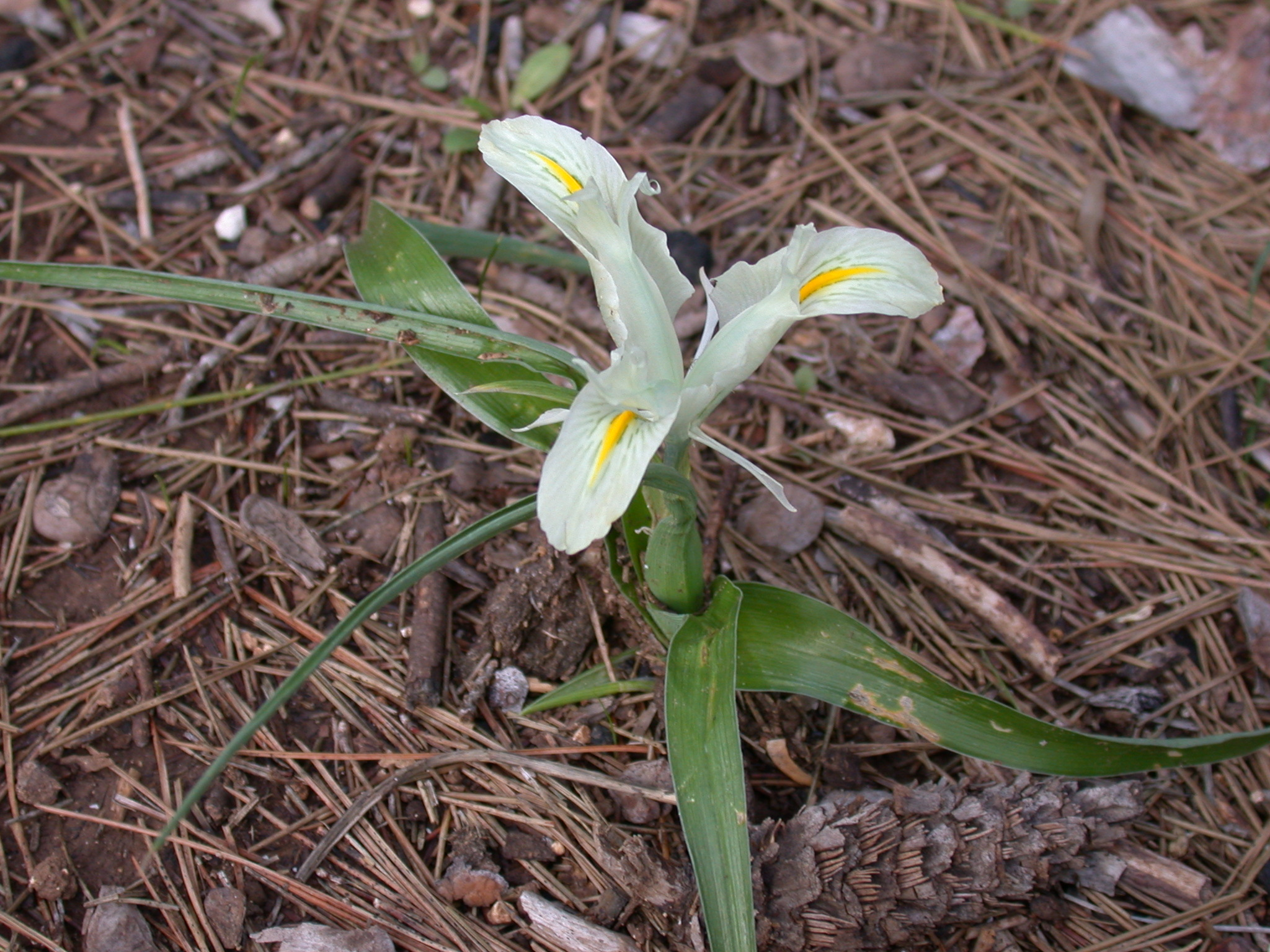
Lliri de Palestina (Iris palaestina)
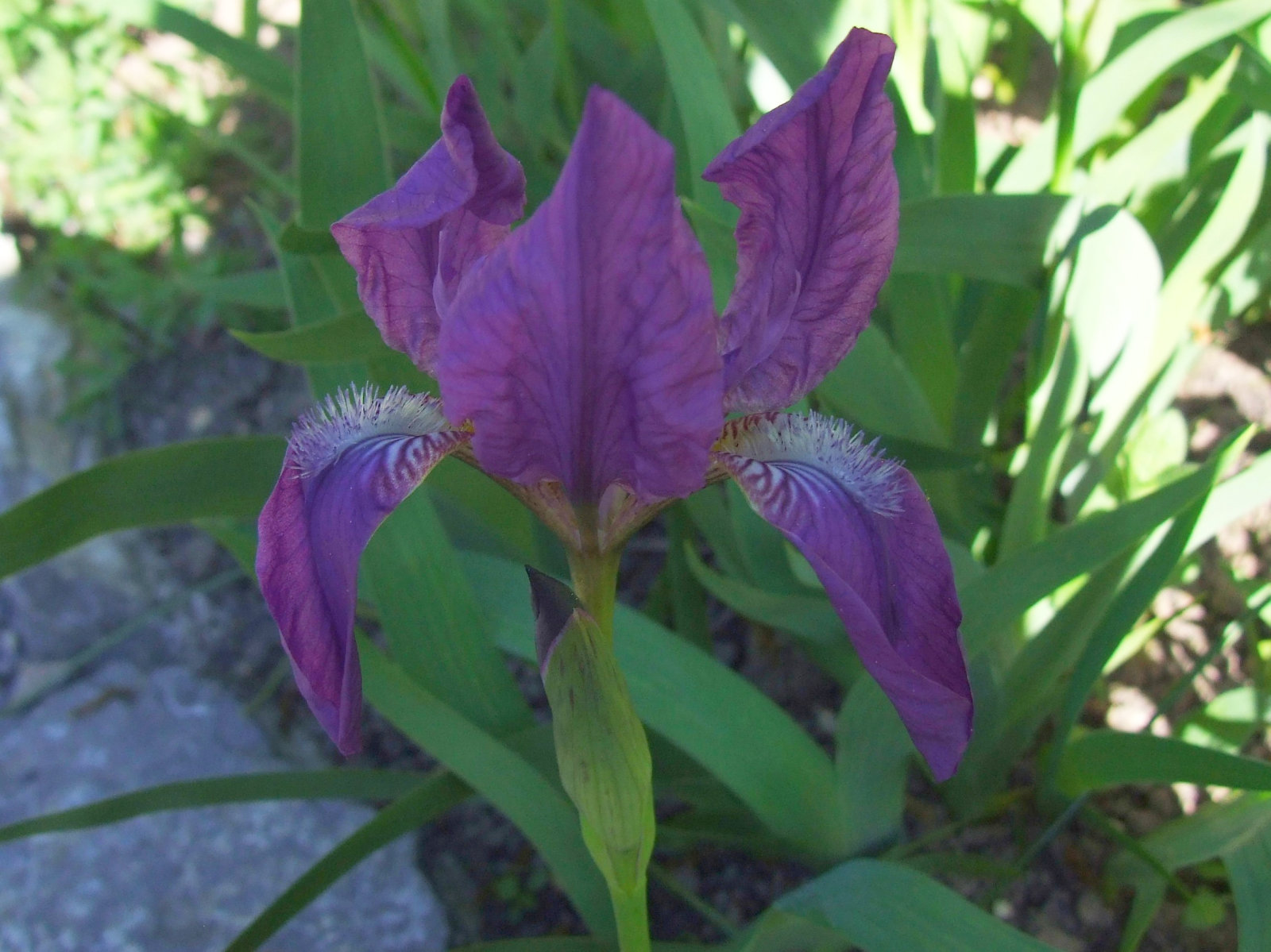
Iris aphylla
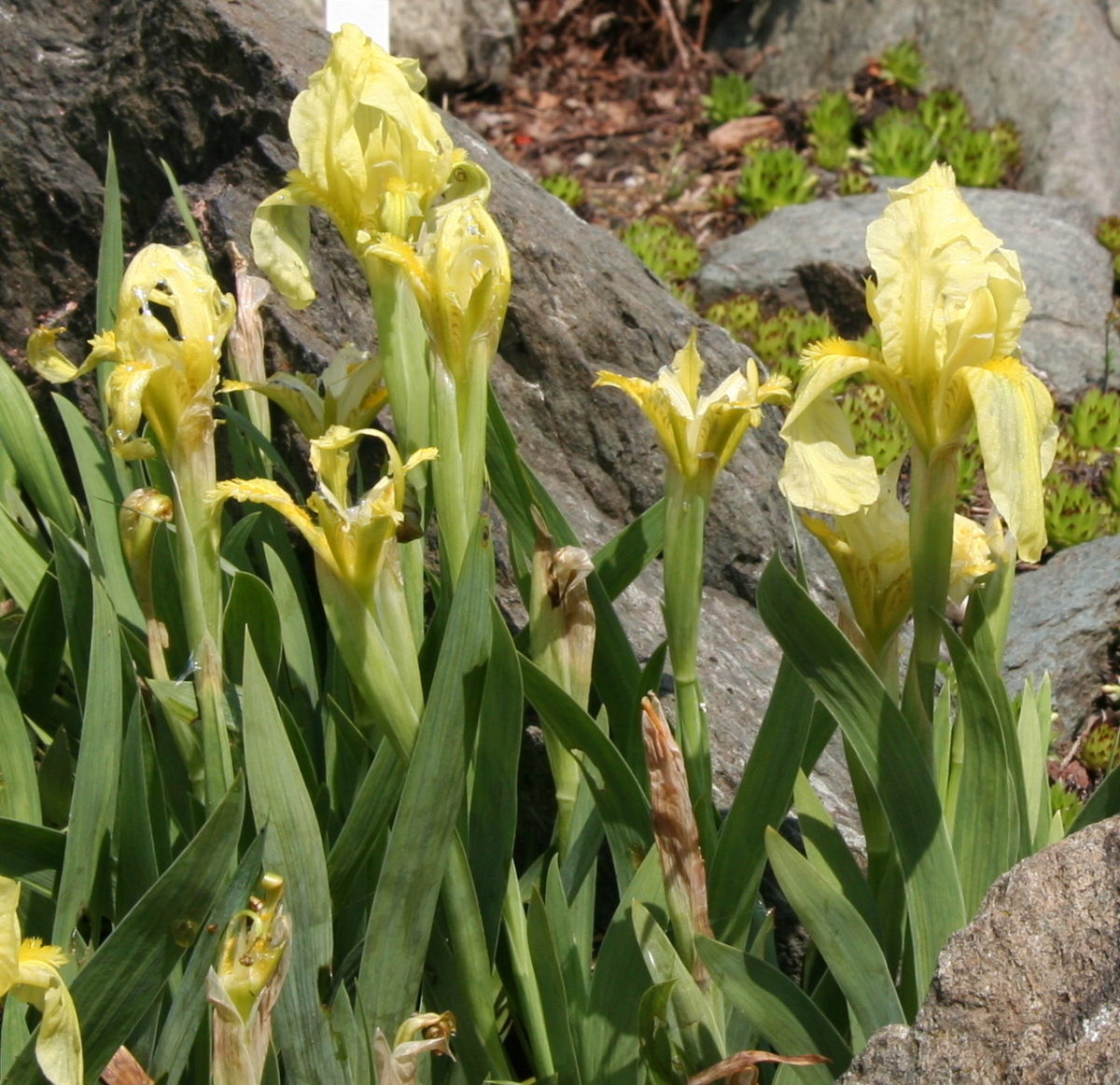
Iris reichenbachii
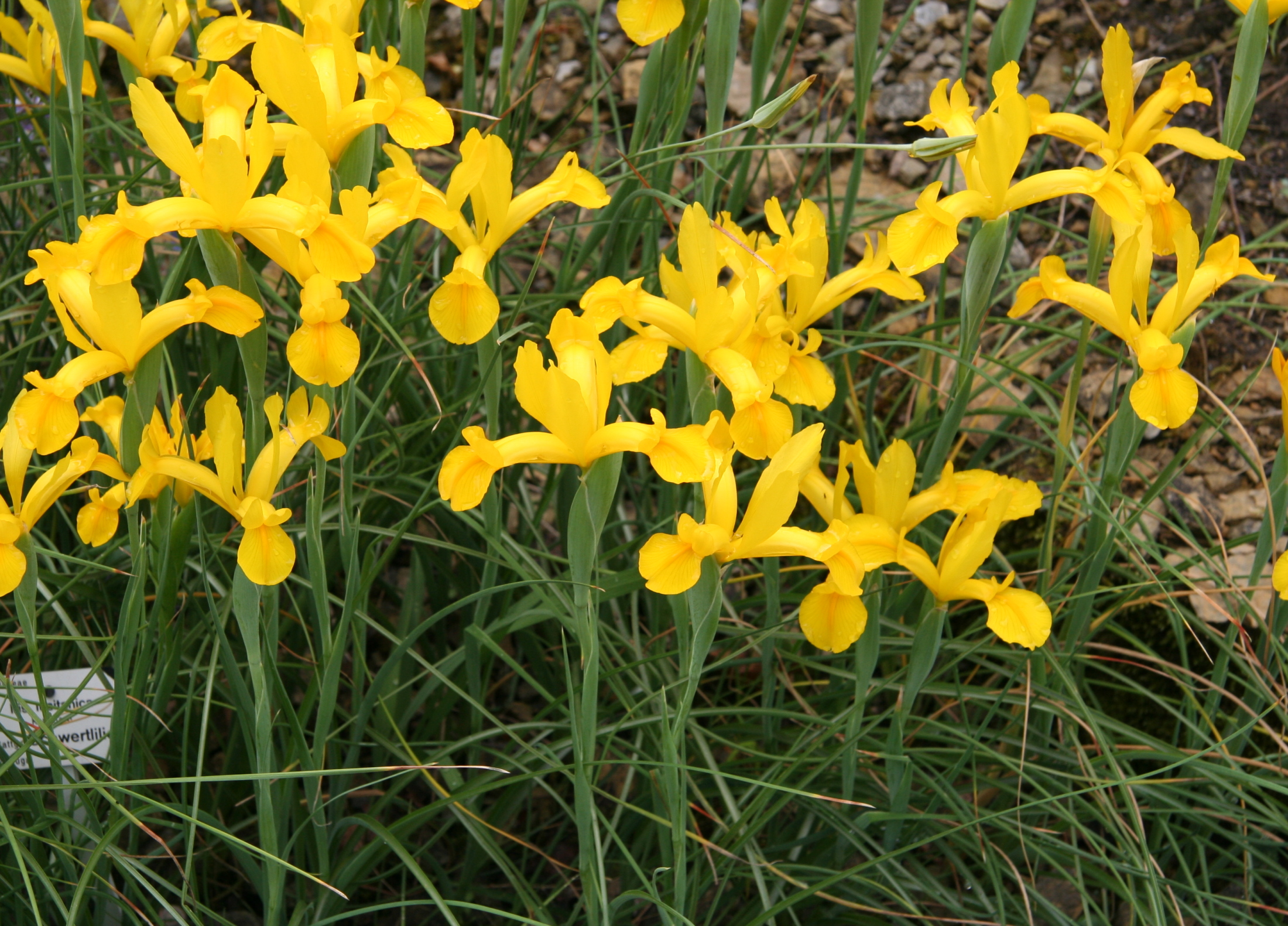
Lliri de cebeta, Iris xiphium var. lusitanica
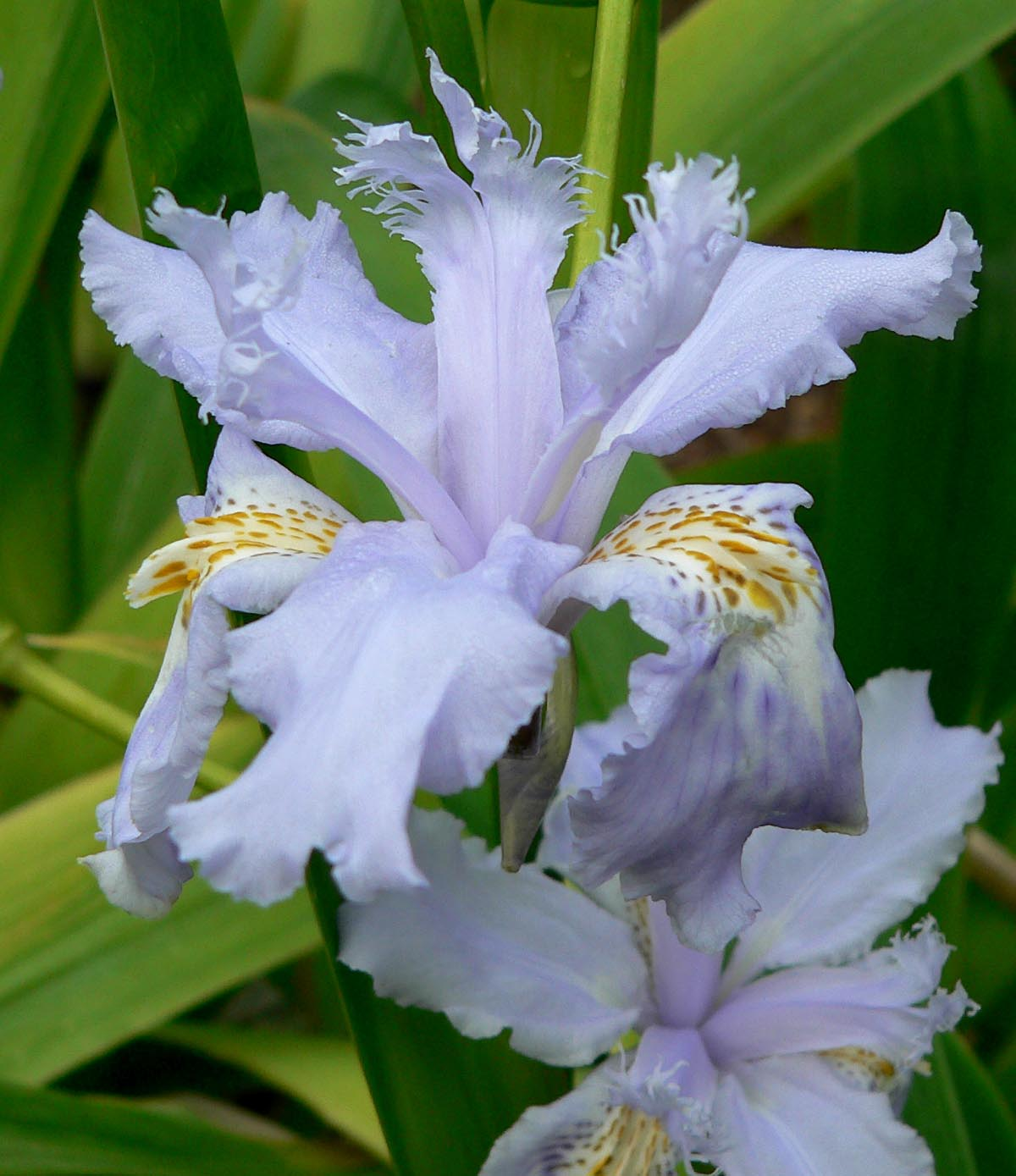
Iris wattii
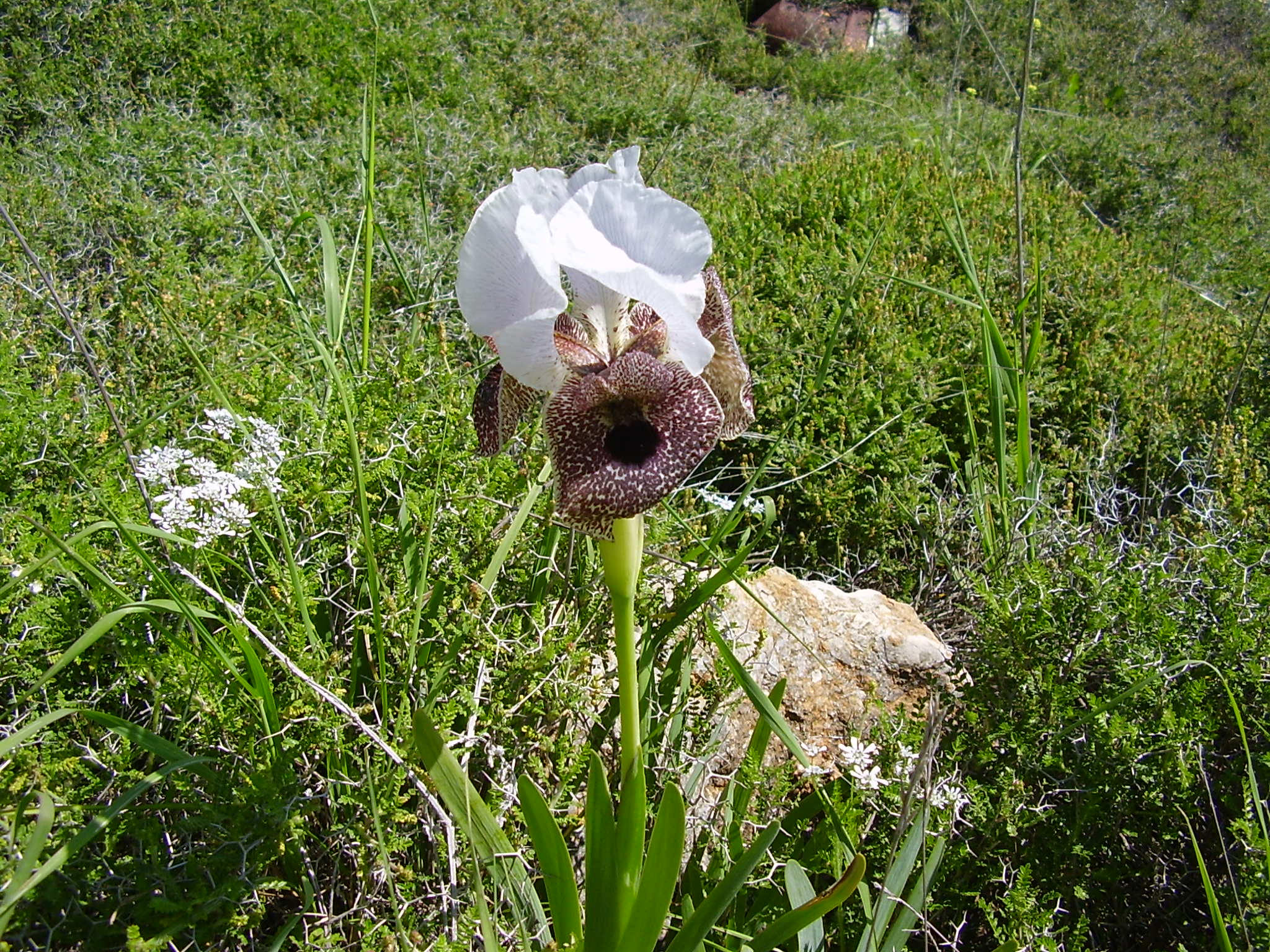
Lliri de Nazaret, Iris bismarckiana
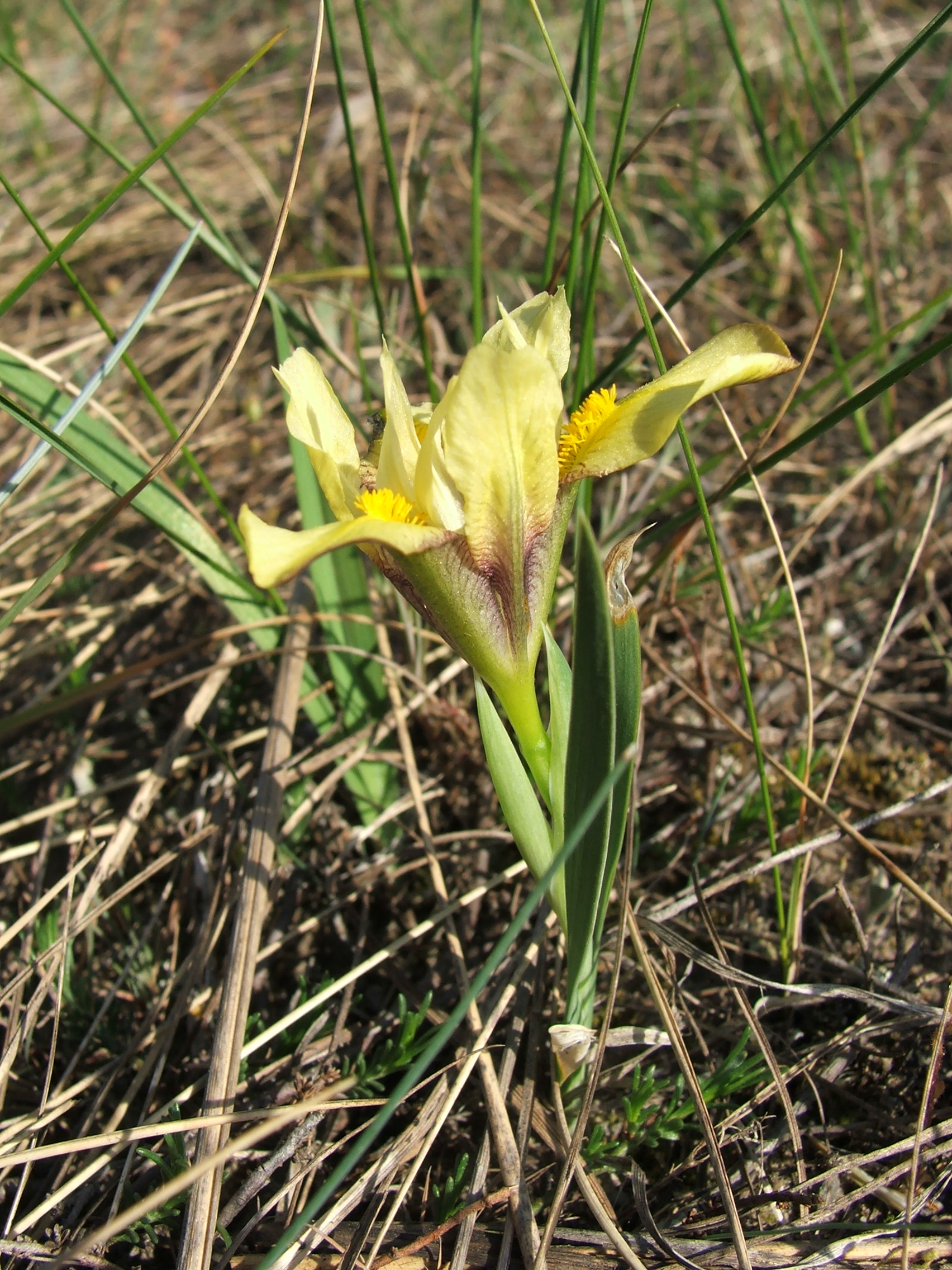
Iris humilis ssp. arenaria